# 나고노촌
나고노촌(那古野村)은 일본 아이치현 아이치군에 설치되었던 촌이다. 현재의 나고야시 나카무라구·니시구의 일부에 해당한다.